# Туймазинський район
Туймази́нський район (рос. Туймазинский район, башк. Туймазы районы) — адміністративна одиниця Республіки Башкортостан Російської Федерації.
Адміністративний центр — місто Туймази.

## Населення
Населення району становить 132337 осіб (2019, 131225 у 2010, 129467 у 2002).

## Адміністративно-територіальний поділ
На території району 1 міське поселення та 18 сільських поселень, які називаються сільськими радами:
| Поселення                         | Площа, км² | Населення, осіб (2002) | Населення, осіб (2010) | Населення, осіб (2019) | Центр            | Населені пункти |
| --------------------------------- | ---------- | ---------------------- | ---------------------- | ---------------------- | ---------------- | --------------- |
| Туймазинське міське поселення     | 42,40      | 66687                  | 66836                  | 68587                  | Туймази          | 1               |
| Бішкураєвська сільська рада       | 160,43     | 1802                   | 2000                   | 1926                   | Бішкураєво       | 7               |
| Верхньобішиндинська сільська рада | 200,00     | 2078                   | 2301                   | 2245                   | Верхні Бішинди   | 10              |
| Верхньотроїцька сільська рада     | 190,68     | 1240                   | 1336                   | 1243                   | Верхньотроїцьке  | 6               |
| Гафуровська сільська рада         | 113,38     | 3424                   | 3921                   | 4180                   | Дуслик           | 6               |
| Ільчимбетовська сільська рада     | 102,82     | 1822                   | 1976                   | 2019                   | Ільчимбетово     | 6               |
| Какрибашевська сільська рада      | 91,37      | 1319                   | 1646                   | 1801                   | Какрибашево      | 7               |
| Кандринська сільська рада         | 181,02     | 15032                  | 13599                  | 12709                  | Кандри           | 9               |
| Карамали-Губеєвська сільська рада | 217,05     | 3330                   | 3464                   | 3111                   | Карамали-Губеєво | 6               |
| Каратовська сільська рада         | 164,48     | 1031                   | 995                    | 911                    | Каратово         | 5               |
| Нижньотроїцька сільська рада      | 20,18      | 3777                   | 4008                   | 3698                   | Нижньотроїцький  | 1               |
| Ніколаєвська сільська рада        | 235,13     | 2005                   | 2196                   | 2061                   | Ніколаєвка       | 10              |
| Сайрановська сільська рада        | 141,62     | 1332                   | 1488                   | 1433                   | Сайраново        | 6               |
| Серафимовська сільська рада       | 20,73      | 10499                  | 10022                  | 9243                   | Серафимовський   | 2               |
| Старотуймазинська сільська рада   | 60,00      | 1737                   | 1794                   | 2321                   | Старі Туймази    | 5               |
| Субханкуловська сільська рада     | 56,29      | 7011                   | 7668                   | 7944                   | Субханкулово     | 5               |
| Татар-Улкановська сільська рада   | 176,59     | 1983                   | 2182                   | 2134                   | Татар-Улканово   | 11              |
| Тюменяківська сільська рада       | 128,96     | 2528                   | 2984                   | 4109                   | Тюменяк          | 6               |
| Чукадибашевська сільська рада     | 100,39     | 830                    | 809                    | 662                    | Алексієвка       | 5               |

## Найбільші населені пункти
| №  | Населений пункт  | Населення, осіб (2002) | Населення, осіб (2010) |
| -- | ---------------- | ---------------------- | ---------------------- |
| 1  | Туймази          | 66 687                 | 66 836                 |
| 2  | Кандри           | 12 077                 | 10 885                 |
| 3  | Серафимовський   | 10 340                 | 9 813                  |
| 4  | Субханкулово     | 5 663                  | 5 598                  |
| 5  | Нижньотроїцький  | 3 777                  | 4 008                  |
| 6  | Дуслик           | 1 903                  | 2 145                  |
| 7  | Старі Туймази    | 1 223                  | 1 247                  |
| 8  | Карамали-Губеєво | 1 052                  | 1 120                  |
| 9  | Гафурово         | 990                    | 1 083                  |
| 10 | Тюменяк          | 935                    | 1 070                  |
| 11 | Ільчимбетово     | 989                    | 1 067                  |